# Загинайло, Анатолий Георгиевич
Анатолий Георгиевич Загинайло (05.08.1935, Одесса — 08.07.1996, там же) — украинский историк, археолог, нумизмат

## Биография
Окончил исторический факультет Одесского государственного университета им. И. И. Мечникова (1958), работал заведующим нумизматическим отделом Одесского археологического музея (1958—1961). После окончания аспирантуры (1964 г., руководитель — профессор П. О. Карышковский) защитил в Институте археологии АН СССР (Москва) кандидатскую диссертацию "Денежное обращение в Западном и Северо-Западном Причерноморье в VI—IV вв. до н. э. "(1970); старший преподаватель, доцент (1964—1988) и заведующий кафедрой (1988—1993) истории древнего мира и средних веков того же университета.
Исследователь античной археологии, истории и нумизматики Нижнего Приднестровья, в частности города Никония. Здесь, под наблюдением доцента М. С. Синицына, он сделал первые шаги в полевых исследованиях, которые не прекращал (с незначительными перерывами из-за болезни) в течение многих лет, а в 1973, 1981—1982 годах провел раскопки ещё одного древнегреческого поселения региона — Овидиополь II.
В течение 1960—1980-х годов принимал участие в следующих археологических экспедициях: в с. Орловка Ренийского района Одесской области, Дунай-Днестровской, Березанской, Ольвийской, Федосийской и др.. На территории Одесской области самостоятельно и в составе других экспедиций раскопал несколько курганов.
Возглавлял экспедицию " Южная ", которая исследовала поселение Вороновка II эпохи поздней бронзы (1983—1984 гг , Коминтерновский район Одесской области) .
Автор более 60 научных трудов и ценной неопубликованной документации археологических раскопок, хранящейся в фондах Института археологии и Одесского археологического музея НАН Украины .
Совмещал научную работу с педагогической деятельностью: преподавал курсы: археологии, истории Древней Греции и Рима, а также несколько спецкурсов .
Был членом правления Одесского археологического общества и Одесского областного отделения Украинского общества охраны памятников истории и культуры .

## Научные публикации

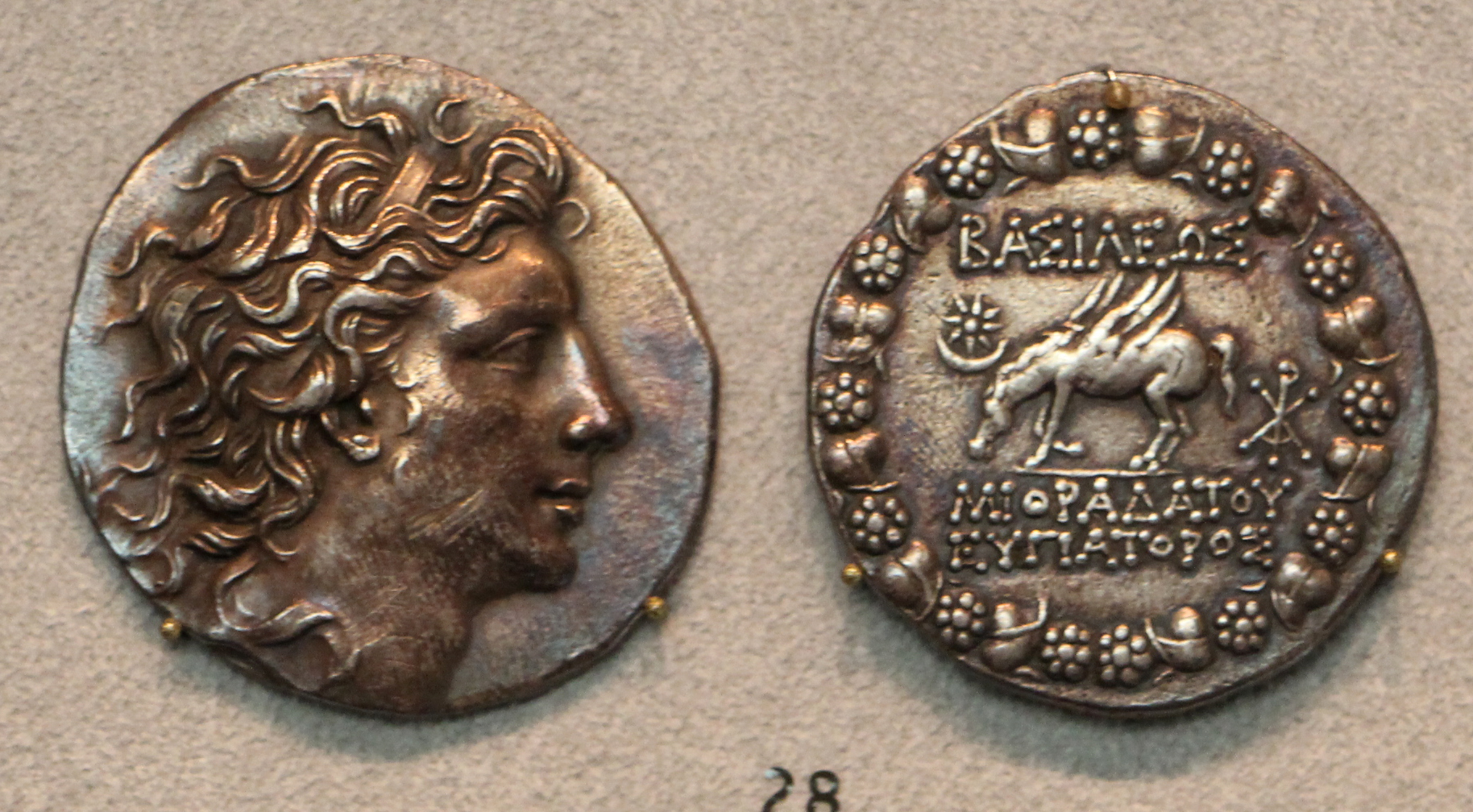
Монета Митридата Евпатора

- Загинайло А. Г. Золотая боспорская монета Митридата Евпатора // Краткие сообщения Одесского государственного археологического музея 1961. — Одесса, 1963. — С. 113—118.
- Головко И. Д., Бондарь Р. Д., Загинайло А. Г. Археологические исследования у с. Орловка Болградского района Одесской области // Краткие сообщения Одесского государственного археологического музея 1963 г. — Одесса, 1965. — С. 68-80.
- Загинайло А. Г. К вопросу о некоторых медных монетах Истрии // Краткие сообщения Одесского государственного археологического музея 1963 г. — Одесса, 1965. — С. 167—173.
- Загинайло А. Г. Висунцовский клад серебряных монет Истрии, найденный в 1951 г. (К вопросу о ранних выпусках истрийского серебра) // Записки Одесского археологического общества. — 1967. — Т. II (35). — С. 60-75.
- Загинайло А. Г. Монетные находки на Роксоланском городище (1957—1963 гг.) // Материалы по археологии Северного Причерноморья. — 1966. — Вып. 5. — С. 101—114.
- Субботин Л. В., Загинайло А. Г., Шмаглий Н. М. Курганы у с. Огородное // Материалы по археологии Северного Причерноморья. — 1970. — Вып. 6. — С. 130—155.
- Загинайло А. Г. Денежное обращение в Западном и Северо-Западном Причерноморье в VI—IV вв. до н. э. — Автореф. дисс. … канд. ист. наук. — М.: ИА АН СССР, 1970. — 24 с.
- Загинайло А. Г. К вопросу об экономических связях северо-западного побережья Чёрного моря в VI—IV вв. до н. э. по нумизматическим данным // XV Наукова конференція Інституту археології АН УРСР. Тези пленарних i секційних доповідей. — Одеса, 1972 — С. 227—230.
- Загинайло А. Г., Черняков И. Т., Субботин Л. В. Исследования древнего Никония // Археологические открытия 1972 г. — М.: Наука, 1973. — С. 280—281.
- Загинайло А. Г. Работы Скифо-античной экспедиции // Археологические открытия 1974 г. — М.: Наука, 1975. — С. 278—279.
- Загинайло А. Г. Предпосылки возникновения денежного обращения в Северо-Западном Причерноморье (к вопросу о зарождении денежного обращения и экономических связях Северо-Западного и Западного Причерноморья в VI—IV в. до н. э. по нумизматическим данным) // Археологические и археографические исследования на территории Южной Украины. — Киев — Одесса, 1976. — С. 162—171.
- Добролюбский А. О., Загинайло А. Г. Опыт сводного картографирования археологических памятников (на материалах юго-западных районов Одесской области) // Археологические и археографические исследования на территории южной Украины. — Киев-Одесса, 1976. — С. 92-112.
- Загинайло А. Г. Никоний и проблемы греческой колонизации Нижнего Поднестровья // Проблемы греческой колонизации Северного и Восточного Причерноморья. Материалы I Всесоюзного симпозиума по древней истории Причерноморья (4-11 мая, 1977 г.). — Тбилиси: Мецниереба, 1979 . — С. 88-89.
- Загинайло А. Г. Каменский клад стреловидных литых монет // Нумизматика античного Причерноморья. — Киев: Наукова думка, 1982. — С. 20-27.
- Загинайло А. Г. Открытие оборонительной стены в Никонии (предварительное сообщение) // Новые археологические исследования на Одесщине. — Киев: Наукова думка, 1984 . — С. 74-79.
- Загинайло А. Г. Охранные раскопки античного поселения Овидиополь ІІ // Памятники древней истории Северо-Западного Причерноморья. — Киев : Наукова думка, 1985. — С. 45-50.
- Загинайло А. Г., Черняков И. Т., Петренко В. Г. Каролино-Бугазский могильник // Новые исследования по археологии Северного Причерноморья. — Киев : Наукова думка, 1987 . — С. 99-108.
- Загинайло А. Г., Карышковский П. О. Монеты скифского царя Скила // Нумизматические исследования по истории Юго-Восточной Европы. — Кишинев: Штиинца, 1990.— С. З-15.
- Загинайло А. Г. Литые монеты царя Скила // Древнее Причерноморье. — Одесса, 1990. — С. 64-71.

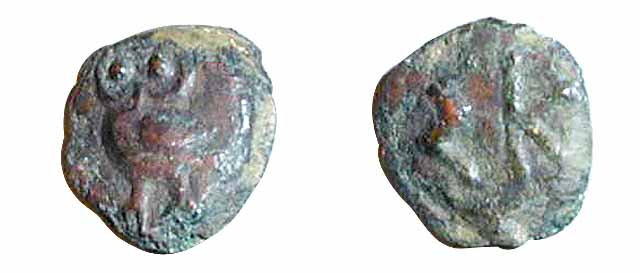
Монета царя Скила

- Загинайло А. Г., Петренко В. Г., Ванчугов В. П., Косоглазенко К. А. Отчёт о работе новостроечной экспедиции «Южная — 1984» в 1984 г. // Архив ИА НАНУ. — № 1984/125.